# شهردراز (ایرانشهر)
شهردراز، روستایی از توابع بخش مرکزی شهرستان ایرانشهر در استان سیستان و بلوچستان ایران است.
شهردراز از تاریخی سرشار بهره‌مند است که گواه این مدعا گورستان چند هزار ساله آن است.
مردم بومی شهردراز از چند طایفه اصلی تشکیل شده است که مهم‌ترین آن‌ها عبارتند از میر دوست زهی،دارک زهی، کهور تاک زهی، ، عبداللهزهی و۰۰۰
نکته جالب دربارهٔ لهجه مردم این روستا است که با همه روستاهای اطراف تفاوت دارد و حتی در بین محله‌های روستا تفاوت لهجه به چشم می‌خورد.
مردم شهردراز رابطه خویشاوندی نزدیکی با روستاهای اطراف از جمله سرزه،سرکهوران و بغدانیه دارند، و همین‌طور روستای رسول‌آباد که جز املاک مردم شهردراز بوده و در چند دهه اخیر به فروش رفته است و بیشتر ساکنین رسول‌آباد از شهرستان سرباز و منطقه کیشکور هستند. در دو دهه گذشته در قسمت‌های کلاتوک و هوشاپان شهردراز مهاجرین سربازی ساکن شده‌اند که جمعیت قابل توجهی دارند و در رای‌گیری شورای دهستان هم عضو هستند. شغل اهالی دهستان شهردراز بیشتر دولتی بوده و برخی از اهالی به حرفه کشاورزی مشغول هستند. اکثر جمعیت شهردراز دارای تحصیلات عالی هستند و تعداد فرهنگیان روستا گواه این مطلب است.  نام خانوادگی اهالی دهستان: فیروزی، شهردرازی، پیغان زردکوهی، آرویس، پورکان، خاشی، خالصه زهی، سازمند، پشتدار، اکوان، آرام،عظیما، پاد، زردکوهی، محمود زهی،جوراسفند، پشنگ، پرکان، فرقانی، آرتا، مفتاح‌زهی، پوریان، رویان، چترعنبرین، رادوند و از اهالی مهاجر عمده فامیلی کریمزایی، زردکوهی، صلاح زهی، مزار زهی هستند. 
== محله بندی روستای شهردراز ==
روستا خود به ۵ محله تقسیم می‌گردد که اسم هرکدام از آنها همراه با علت نام گذاری آنها بشرح  ذیل است: 
کلاتوک: علت نام‌گذاری این محله به این نام این است که در زمان‌های قدیم یک قلعه یا به [[زبان بلوچی]] همان کلا در این قسمت روستا وجود داشته که آن را از بین برده‌اند و حتی به ثبت هم نرسیده بود که بعد از ویرانی آن کلاه مردم آنجا نام آن محله را کلاتوک گذاشتند. 
جان آباد: علت نام گذاری این محله این بود که چون فردی به نام جان محمد زردکوهی که اولین شخصی بود که در آن محله سکونت گزید پس نام خود را بر آن محله گذاشت و سپس آن محله به نام جان آباد معروف گشته است. 
پی لردی: علت نام گذاری این محله به این اسم این بود چون که در نزدیک به لب رودخانه قرارداشت و نام این رودخانه پی لردی بوده لذا آن محله به نام پی لردی معروف گشته است. 
کرکی (معروف به جهلاد ): علت نام‌گذاری این محله به این نام این بوده که چون بوته‌ای به نام کرک در این محله رویش فراوانی داشت ساکنین این محله از ابتدای سکونت نام این محله به کرکی معروف شد که هنوز هم که هنوز است این بوته در این محل رویش می‌کند و قابل روئیت است. 
هوشاپان: علت نام‌گذاری این محله به این نام این بوده که چون زمین این محله به قول خود مردم خاک این زمین مل و خاک رس و هوشاب بوده یعنی اینکه زمین طوری بوده که در اثر شیب کمی که در اطراف زمین وجود داشت هرگاه که باران میبارید آب در وسط آن جمع میشد یعنی وسط آن به صورت گودال مانند بوده که زمین آب را زیاد به خود جذب نمیکرده و تا چند روز قابل روئیت بوده به همین خاطر آن محله به هوشاپان معروف شده است.

## جمعیت
این روستا در دهستان حومه قرار دارد و براساس سرشماری مرکز آمار ایران در سال ۱۳۸۵، جمعیت آن ۳٬۱۰۱ نفر (۶۵۴خانوار) بوده‌است.